# Jussi Jokinen
Jussi Jokinen (Kalajoki, 1. travnja 1983.) finski je profesionalni hokejaš na ledu. Lijevoruki je napadač i igra na poziciji lijevog krila. Trenutačno nastupa u National Hockey League (NHL) momčadi Carolina Hurricanes. Jussi nije u nikakvom srodstvu s igračem Calgaryja Ollijem Jokinenom, ali zato ima mlađeg brata Juhu, koji nastupa za Kärpät u finskoj SM-liigi.

## National Hockey League

### Dallas Stars
Jokinena su Carolina Hurricanesi birali kao 192. ukupno, u šestom krugu drafta 2001. godine. Prije odlaska u National Hockey League četiri godine je nastupao za finski Kärpät u SM-liigi. U NHL-u debitirao je u sezoni 2005./06. nakon što se liga oporavila od jednogodišnjeg štrajka igrača, te se ubrzo razvio u specijalista za kaznene udarce (eng. shootout). Tijekom tri sezone igranja za Dallas Starse prometnuo se kao veoma važan igrač jer je više puta svojim pogodcima odlučivao utakmicu. Kao primjer valja izdvojiti pobjedu Dallasa kod Columbusa, početkom listopada 2007. kada je Jokinen postigao prvo pogodak iz igre, a zatim je utakmica otišla skroz do penala, a jedini uspješan je bio upravo Jokinen. Mjesec dana nakon toga, Jokinen je bio zvijezda večeri u Dallasu protiv Colorada; briljirao je s četiri postignuta pogotka i tako pomogao svojoj momčadi da ostvari važnu pobjedu (6:1). Međutim, momčad Starsa nalazila se u prosječnosti lige, a vodstvo kluba htjelo je sam vrh. Zbog toga, krajem veljače 2008. veliku razmjenu su obavili Dallas i Tampa Bay. Brad Richards i Johan Holmqvist postali su novi igrači Dallasa, dok su iz Teksasa u Floridu otišli Jokinen, Jeff Halpern i vratar Mike Smith. Za Starse je ukupno postigao 45 pogodaka i 86 asistencija u 215 utakmica. 

### Tampa Bay Lightning i Carolina Hurricanes
Jokinen je u novu sezonu (2008./08.) ušao slabo i osvojio samo 16 bodova u 46 utakmica. Iako je koristan igrač zbog lošeg ulaska u sezonu u Tampi Bay se zadržao do početka veljače 2009. godine. Tampa Bay zaključila je da u tom trenutku nije dovoljno koristan momčadi i mijenjala ga je u Carolinu u zamjenu za Brookbanka, Melichara i izbor 4. kruga drafta 2009., dok su Hurricanesi dobili pojačanja za play-off. Upravo se Jokinen u play-offu iskazao kao veliko pojačanje kada je u četvrtoj utakmici serije s New Jerseyjem u prepunom RBC Centreu u Raleighu, u posljednjoj sekundi, samo dvije desetinke prije kraja postigao pogodak za izjednačenje rezultata u seriji. Odlične igre tijekom play-offa gdje bio prva zvijezda Caroline, nagnale su upravu da mu u lipnju ponude 2-godišnje produljenje ugovora vrijedno 3,4 milijuna dolara, koje je na kraju prihvatio. U prvoj godini dobit će 1,5, dok će u drugoj 1,9 milijuna dolara, te nakon isteka ugovora postati nezaštićen slobodan igrač.

## Statistika karijere

### Klupska statistika
| 2001./02.            | Kärpät               | SM-liiga             | 54  | 10 | 6   | 16  | 38 | 4  | 1 | 0 | 1  |    |
| 2002./03.            | Kärpät               | SM-liiga             | 51  | 14 | 23  | 37  | 10 | 15 | 2 | 1 | 3  | 33 |
| 2003./04.            | Kärpät               | SM-liiga             | 55  | 15 | 23  | 38  | 20 | 15 | 3 | 4 | 7  | 6  |
| 2004./05.            | Kärpät               | SM-liiga             | 56  | 23 | 24  | 47  | 24 | 12 | 3 | 4 | 7  | 2  |
| 2005./06.            | Dallas Stars         | NHL                  | 81  | 17 | 38  | 55  | 30 | 5  | 2 | 1 | 3  | 0  |
| 2006./07.            | Dallas Stars         | NHL                  | 82  | 14 | 34  | 48  | 18 | 4  | 0 | 1 | 1  | 0  |
| 2007./08.            | Dallas Stars         | NHL                  | 52  | 14 | 14  | 28  | 14 | —  | — | — | —  | —  |
| 2007./08.            | Tampa Bay Lightning  | NHL                  | 20  | 2  | 12  | 14  | 4  | —  | — | — | —  | —  |
| 2008./09.            | Tampa Bay Lightning  | NHL                  | 46  | 6  | 10  | 16  | 16 | —  | — | — | —  | —  |
| 2008./09.            | Carolina Hurricanes  | NHL                  | 25  | 1  | 10  | 11  | 12 | 18 | 7 | 4 | 11 | 2  |
| Sveukupno - SM-liiga | Sveukupno - SM-liiga | Sveukupno - SM-liiga | 216 | 62 | 76  | 138 | 92 | 46 | 9 | 9 | 18 | 41 |
| Sveukupno - NHL      | Sveukupno - NHL      | Sveukupno - NHL      | 306 | 54 | 118 | 172 | 94 | 27 | 9 | 6 | 15 | 2  |

### Reprezentacija
| Godina              | Reprezentacija      | Natjecanje          |    | OU | G  | A  | Bod | KM |
| ------------------- | ------------------- | ------------------- | -- | -- | -- | -- | --- | -- |
| 2002.               | Finska              | SJP                 | 7  | 2  | 6  | 8  | 2   |    |
| 2003.               | Finska              | SJP                 | 7  | 6  | 2  | 8  | 2   |    |
| 2005.               | Finska              | SP                  | 7  | 0  | 1  | 1  | 2   |    |
| 2006.               | Finska              | OI                  | 8  | 1  | 3  | 4  | 2   |    |
| 2006.               | Finska              | SP                  | 9  | 2  | 6  | 8  | 2   |    |
| 2008.               | Finska              | SP                  | 9  | 1  | 3  | 4  | 4   |    |
| Sveukupno - Juniori | Sveukupno - Juniori | Sveukupno - Juniori | 14 | 8  | 8  | 16 | 4   |    |
| Sveukupno - Seniori | Sveukupno - Seniori | Sveukupno - Seniori | 33 | 4  | 14 | 17 | 10  |    |

## Vanjske poveznice
- Profil na NHL.com
- Profil na The Internet Hockey Database